# Campionati europei giovanili di nuoto 2021
I XLVII Campionati europei giovanili di nuoto si sono svolti dal 6 all'11 luglio 2021 a Roma presso il complesso natatorio del Foro Italico, in Italia.

## Medagliere
| Posizione | Paese                | Oro | Argento | Bronzo | Totale |
| --------- | -------------------- | --- | ------- | ------ | ------ |
| 1         | Russia               | 11  | 9       | 5      | 26     |
| 2         | Turchia              | 7   | 5       | 3      | 15     |
| 3         | Polonia              | 5   | 3       | 4      | 12     |
| 4         | Italia               | 3   | 1       | 7      | 11     |
| 5         | Romania              | 3   | 1       | 0      | 4      |
| 6         | Gran Bretagna        | 2   | 6       | 4      | 12     |
| 7         | Ungheria             | 2   | 2       | 3      | 7      |
| 8         | Bulgaria             | 2   | 0       | 1      | 3      |
| 9         | Ucraina              | 1   | 3       | 4      | 8      |
| 10        | Bosnia ed Erzegovina | 1   | 3       | 1      | 5      |
| 11        | Francia              | 1   | 2       | 1      | 4      |
| 11        | Germania             | 1   | 2       | 1      | 4      |
| 13        | Estonia              | 1   | 1       | 1      | 3      |
| 14        | Lituania             | 1   | 1       | 0      | 2      |
| 15        | Spagna               | 1   | 0       | 1      | 2      |
| 16        | Rep. Ceca            | 0   | 1       | 2      | 3      |
| 17        | Croazia              | 0   | 1       | 0      | 1      |
| 17        | Portogallo           | 0   | 1       | 0      | 1      |
| 17        | Serbia               | 0   | 1       | 0      | 1      |
| 20        | Belgio               | 0   | 0       | 1      | 1      |
| 20        | Grecia               | 0   | 0       | 1      | 1      |
| 20        | Israele              | 0   | 0       | 1      | 1      |
| Totale    | Totale               | 42  | 43      | 42     | 127    |

## Podi

### Uomini
| Evento               | Oro | Tempo    | Argento | Tempo    | Bronzo | Tempo    |
| -------------------- | --- | -------- | --- | -------- | --- | -------- |
| Stile libero         | |          | |          | |          |
| 50 m                 | David Popovici | 22"22    | Nikita Chernousov | 22"83    | Martin Kartavi | 22"92    |
| 100 m                | David Popovici | 47"30    | Edward Mildred | 48"77    | Mateusz Chowaniec | 49"37    |
| 200 m                | David Popovici | 1'45"95  | Mateusz Chowaniec | 1'47"78  | Jovan Lekić | 1'48"46  |
| 400 m                | Batuhan Filiz | 3'50"68  | Jovan Lekić | 3'50"79  | David Koutný | 3'51"06  |
| 800 m                | Yiğit Aslan | 7'51"20  | Mert Kılavuz | 7'52"19  | Luca De Tullio | 7'58"10  |
| 1500 m               | Mert Kılavuz | 15'02"22 | Dávid Betlehem | 15'02"28 | Yiğit Aslan | 15'05"08 |
| Dorso                | |          | |          | |          |
| 50 m                 | Aleksei Tkachev | 25"14    | Ksawery Masiuk | 25"28    | Anastasios Kougkoulos | 25"63    |
| 100 m                | Ksawery Masiuk | 53"91    | Oleksandr Zheltyakov | 53"98    | Aleksei Tkachev | 54"34    |
| 200 m                | Ksawery Masiuk | 1'58"41  | Berke Saka | 1'59"02  | Kaloyan Levterov | 1'59"13  |
| Rana                 | |          | |          | |          |
| 50 m                 | Simone Cerasuolo | 27"29    | Rostyslav Kryzhanivskyy | 27"75    | Volodymyr Lisovets Bartosz Skóra                                                                                                 | 27"94    |
| 100 m                | Volodymyr Lisovets | 1'00"28  | Aleksas Savickas | 1'01"29  | Simone Cerasuolo | 1'01"56  |
| 200 m                | Aleksas Savickas | 2'13"35  | Dmitrii Askhabov | 2'13"37  | Maksym Tkachuk | 2'13"75  |
| Delfino              | |          | |          | |          |
| 50 m                 | Josif Miladinov | 23"59    | Tobias Schulrath | 23"72    | Daniel Gráčik | 23"79    |
| 100 m                | Josif Miladinov | 52"00    | Diogo Matos Ribeiro | 52"54    | Edward Mildred | 52"72    |
| 200 m                | Krzysztof Chmielewski | 1'56"29  | Michał Chmielewski | 1'57"09  | Vadim Klimenishchev | 1'57"49  |
| Misti                | |          | |          | |          |
| 200 m                | Berke Saka | 2'00"04  | Vadym Naumenko | 2'00"65  | Cedric Büssing | 2'01"84  |
| 400 m                | Cedric Büssing | 4'17"40  | Jakub Bursa | 4'19"20  | Artem Vorobev | 4'20"21  |
| Staffette            | |          | |          | |          |
| 4x100 m stile libero | Russia Daniil Kosenkov (50"09) Oleg Levchenko (50"24) Renal Nazipov (50"43) Vladislav Reznichenko (48"90) Vladislav Reznichenko | 3'19"66  | Romania David Popovici (47"56) Mihai Gergely (50"39) Ştefan Cozma (50"94) Patrick Sebastian Dinu (51"04)                                                                             | 3'19"93  | Polonia Ksawery Masiuk (50"09) Krzysztof Matuszewski (50"45) Nazar Żurawel (50"49) Mateusz Chowaniec (48"93) Kacper Bidowaniec   | 3'19"96  |
| 4x200 m stile libero | Russia Daniil Kosenkov (1'50"96) Maksim Khadanovich (1'50"71) Aleksandr Chiknaikin (1'50"91) Vladislav Reznichenko (1'48"48)    | 7'21"06  | Germania Cedric Büssing (1'51"80) Silas Beth (1'50"30) Kiran Winkler (1'51"33) Timo Sorgius (1'48"20)                                                                                | 7'21"63  | Italia Lorenzo Galossi (1'50"32) Davide Dalla Costa (1'50"36) Giovanni Gallina (1'52"52) Matteo Oppioli (1'49"20)                | 7'22"40  |
| 4x100 m misti        | Polonia Ksawery Masiuk (54"41) Bartosz Skóra (1'01"34) Paweł Uryniuk (52"92) Mateusz Chowaniec (48"79) Filip Kosiński           | 3'37"46  | Russia Aleksei Tkachev (55"24) Georgii Glazunov (1'01"84) Vadim Klimenishchev (52"89) Vladislav Reznichenko (49"33) Arsenii Smykov Dmitrii Askhabov Dmitry Novichkov Daniil Kosenkov | 3'39"30  | Ucraina Oleksandr Zheltyakov (54"51) Volodymyr Lisovets (1'00"55) Andriy Kovalenko (53"06) Vadym Ivchenko (51"31) Artem Chobotar | 3'39"43  |

### Donne
| Evento               | Oro | Tempo    | Argento | Tempo    | Bronzo | Tempo    |
| -------------------- | --- | -------- | --- | -------- | --- | -------- |
| Stile libero         | |          | |          | |          |
| 50 m                 | Daria Tatarinova | 24"87    | Jana Pavalić | 25"35    | Eva Okaro | 25"45    |
| 100 m                | Daria Klepikova | 54"75    | Daria Tatarinova | 55"12    | Evelyn Davis | 55"25    |
| 200 m                | Nikolett Pádár | 1'59"38  | Tamryn van Selm | 1'59"50  | Beril Böcekler | 1'59"73  |
| 400 m                | Merve Tuncel | 4'06"25  | Bettina Fábián | 4'10"16  | Giulia Vetrano | 4'12"23  |
| 800 m                | Merve Tuncel | 8'21"91  | Beril Böcekler | 8'33"52  | Giulia Vetrano | 8'35"84  |
| 1500 m               | Merve Tuncel | 15'55"23 | Deniz Ertan | 16'14"26 | Paula Otero | 16'19"82 |
| Dorso                | |          | |          | |          |
| 50 m                 | Carmen Weiler | 28"42    | Nina Stanisavljević | 28"58    | Erika Gaetani | 28"84    |
| 100 m                | Erika Gaetani | 1'00"65  | Mary-Ambre Moluh Katie Shanahan | 1'00"93  | - | -        |
| 200 m                | Laura Bernat | 2'10"14  | Katie Shanahan | 2'11"27  | Erika Gaetani | 2'11"46  |
| Rana                 | |          | |          | |          |
| 50 m                 | Benedetta Pilato | 30"13    | Elena Bogomolova | 30"68    | Eneli Jefimova | 30"91    |
| 100 m                | Eneli Jefimova | 1'07"24  | Elena Bogomolova | 1'07"25  | Karolina Piechowicz | 1'08"93  |
| 200 m                | Justine Delmas | 2'25"54  | Eneli Jefimova | 2'28"01  | Elena Bogomolova | 2'28"24  |
| Delfino              | |          | |          | |          |
| 50 m                 | Daria Klepikova | 26"14    | Lana Pudar | 26"29    | Roos Vanotterdijk | 26"55    |
| 100 m                | Lana Pudar | 57"56    | Daria Klepikova | 58"07    | Anastasiia Markova | 58"73    |
| 200 m                | Anastasiia Markova | 2'08"41  | Lana Pudar | 2'09"59  | Lucie Delmas | 2'10"42  |
| Misti                | |          | |          | |          |
| 200 m                | Katie Shanahan | 2'13"13  | Anastasiia Sorokina | 2'13"84  | Panna Ugrai | 2'14"37  |
| 400 m                | Katie Shanahan | 4'42"58  | Deniz Ertan | 4'43"65  | Anastasiia Sorokina | 4'45"58  |
| Staffette            | |          | |          | |          |
| 4x100 m stile libero | Russia Daria Tatarinova (55"29) Daria Trofimova (54"61) Aleksandra Kurilkina (55"67) Daria Klepikova (54"53) Anastasiia Saratova Viktoriia Starostina Aleksandra Sabitova | 3'40"10  | Gran Bretagna Eva Okaro (55"36) Harriet Rogers (56"42) Evelyn Davis (55"85) Tamryn van Selm (54"64)                                  | 3'42"27  | Ungheria Nikolett Pádár (56"12) Panna Ugrai (55"60) Dóra Molnár (56"20) Réka Nyirádi (55"94) Anastasiia Saratova                        | 3'43"86  |
| 4x200 m stile libero | Ungheria Laura Veres (2'00"32) Bettina Fábián (2'00"52) Réka Nyirádi (2'00"31) Nikolett Pádár (1'59"80)                                                                   | 8'00"95  | Russia Aleksandra Sabitova (2'01"28) Daria Trofimova (1'59"76) Aleksandra Kudriavtseva (2'02"78) Viktoriia Starostina (2'00"96)      | 8'04"78  | Turchia Beril Böcekler (2'02"56) Merve Tuncel (2'00"27) Ela Naz Özdemir (2'03"83) Deniz Ertan (2'02"35)                                 | 8'09"11  |
| 4x100 m misti        | Russia Aleksandra Kurilkina (1'03"26) Elena Bogomolova (1'06"79) Anastasiia Markova (58"12) Daria Klepikova (54"55) Iuliia Beznosova Daria Lunina Daria Trofimova         | 4'02"72  | Francia Mary-Ambre Moluh (1'01"41) Justine Delmas (1'07"54) Lucie Delmas (59"08) Lucie Vasquez (55"56) Chloé Brown Camille Tissandié | 4'03"69  | Gran Bretagna Katie Shanahan (1'01"83) Leah Schlosshan (1'11"09) Lucy Grieve (59"88) Tamryn van Selm (54"69) Isabelle Goodwin Eva Okaro | 4'07"49  |

### Gare miste
| Evento               | Oro | Tempo   | Argento | Tempo   | Bronzo | Tempo   |
| -------------------- | --- | ------- | --- | ------- | --- | ------- |
| Staffette            | |         | |         | |         |
| 4x100 m stile libero | Russia Vladislav Reznichenko (49"61) Daniil Kosenkov (50"41) Daria Tatarinova (54"56) Daria Klepikova (55"13) Oleg Levchenko Renal Nazipov Daria Trofimova Aleksandra Kurilkina      | 3'29"71 | Italia Matteo Oppioli (50"25) Davide Dalla Costa (49"12) Matilde Biagiotti (56"07) Viola Petrini (56"26) Samuele Congia Luca Serio Gaia Pesenti | 3'31"70 | Ungheria Dániel Mészáros (50"42) Boldizsár Magda (50"48) Nikolett Pádár (55"49) Panna Ugrai (55"46)                                                                  | 3'31"85 |
| 4x100 m misti        | Russia Aleksei Tkachev (54"84) Georgii Glazunov (1'01"86) Daria Klepikova (58"89) Daria Tatarinova (54"66) Aleksandra Kurilkina Dmitrii Askhabov Vadim Klimenishchev Daria Trofimova | 3'50"25 | Gran Bretagna Katie Shanahan (1'01"75) Harvey Freeman (1'02"62) Edward Mildred (52"14) Evelyn Davis (54"97) Evan Jones                          | 3'51"48 | Ucraina Oleksandr Zheltyakov (54"44) Volodymyr Lisovets (1'01"55) Viktoriya Kostromina (1'01"62) Karyna Snitko (56"42) Rostyslav Kryzhanivskyy Anastasiya Yermishyna | 3'54"03 |